# Автоініціювання
Автоініціювання (рос. автоинициирование (в реакции окисления), англ. autoinitiation) — генерування вільних радикалів з продуктів, що утворюються в радикально-ланцюговому процесі. Є характерним для реакцій окиснення органічних речовин, де такими продуктами є пероксидні сполуки, при розкладі яких утворюються радикали.
Якщо швидкість утворення радикалів має перший порядок по пероксиду, а ланцюги обриваються за реакцією другого порядку, то кінетика процесу описується параболічним законом — кількість витраченого субстрату є прямо пропорційною до квадрату часу окиснення.